# Hungría durante el periodo del Compromiso austrohúngaro
La historia de Hungría durante el periodo del Compromiso austrohúngaro (1867-1918) se caracterizó por la normalización parcial de las relaciones entre el emperador y la oligarquía aristócrata que controlaba la política húngara, aunque se mantuvieron las tensiones entre los partidarios del entendimiento con la corte y la separación. Económicamente el país experimentó un notable desarrollo, aunque social y políticamente la evolución fue mucho menor. La Primera Guerra Mundial supuso el fin del Estado, la proclamación de una república y enormes cambios sociales, económicos, políticos y territoriales que marcaron el periodo posterior de entreguerras.

## Economía: desarrollo económico y atraso

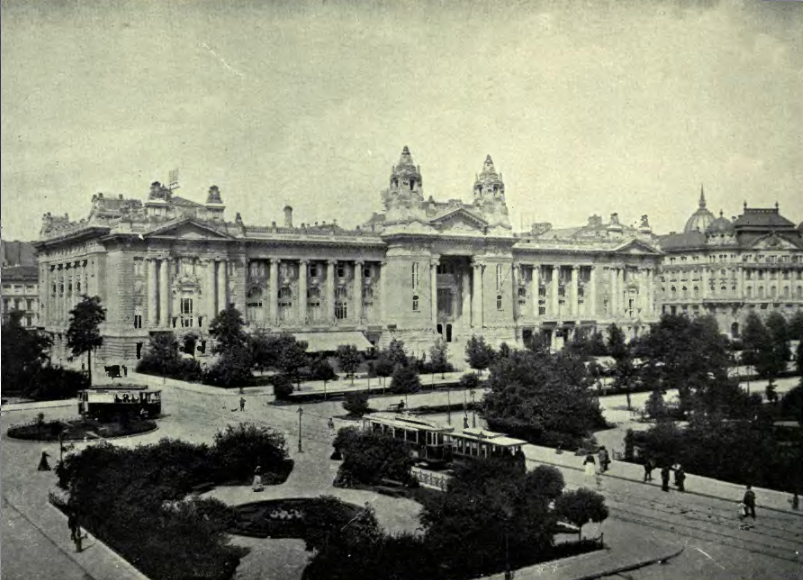
La bolsa de Budapest, ciudad que tuvo un enorme crecimiento a finales del y principios del. Los sucesivos Gobiernos fomentaron el desarrollo industrial, el comercio y las finanzas sin desatender los intereses agrarios de los terratenientes.

Tras alcanzar el gobierno en 1875, la negociación del concierto económico entre las dos partes del Imperio, que resultó más desfavorable que el original para Hungría, le hizo a Colomán Tisza entender la necesidad de promover el desarrollo industrial húngaro para poder tratar en igualdad con Austria, en aquel momento más desarrollada. Durante sus años de gobierno, se produjo un notable arranque de la industria, el comercio y la banca en el país, que el Gobierno respaldó. A finales de siglo, el país había pasado de ser casi exclusivamente agrícola a contar con ciertas industrias bastante desarrolladas. Una consecuencia de este desarrollo fue la creación de Budapest como unión de tres poblaciones cercanas, que no paró de crecer. La unión aduanera entre las dos mitades del Imperio limitaba los tipos de industria que se podían fomentar en Hungría sin temer la competencia austriaca pero, a la vez, ofrecía un mercado protegido a la gran producción agraria húngara. A pesar de la dura competencia del trigo norteamericano desde finales de la década de 1870, la existencia de este mercado protegido por aranceles permitió a los productores húngaros, que disponían ahora de mejores métodos de cultivo, crédito y maquinaria, mantener la producción. A su vez, Hungría era una fuente segura de productos agrícolas básicos para Cisleitania, deficitaria. Un año normal como 1911, Austria adquiría el 86 % del grano y la harina importados (entre 1,5 y 2 millones de toneladas) de Hungría.
Pese al notable crecimiento de la industria húngara durante el periodo del Compromiso, la región siguió siendo principalmente agrícola. La industria dependía grandemente del crédito austriaco. La agricultura aportaba el 80 % del producto interior bruto en 1850 y aún el 64 % en 1911-1913; la industria por su parte, aumentó del 12 % al 25,9 % en el mismo periodo. El porcentaje de población dedicada a la agricultura disminuyó del 80 % en 1870 al 64,5 % en 1910, mientras que el de la que trabajada en la industria pasó del 11,5 % al 23,6 %.
El predominio de la agricultura se reflejaba también en el comercio: alrededor del 50 % de las exportaciones al resto del Imperio y al extranjero eran materias primas y únicamente el 37,5 % productos elaborados (de los que el 65 % eran alimentos); las importaciones, en cambio, eran de una 70 % de productos elaborados y un 30 % de materias primas en 1900, proporción que solo menguó ligeramente en vísperas de la guerra.
Aunque menos desarrollada que la mitad cisletana del Imperio, Hungría redujo la diferencia en el periodo del Compromiso.

### La agricultura
La agricultura húngara del periodo inmediatamente anterior al Compromiso se benefició de la extensión de las comunicaciones ferroviarias que conectaban ya la capital imperial a través de Pest con el oriente húngaro, la región cerealista de Szeged y la ganadera de Debrecen. La emancipación de los campesinos fomentó la mecanización del campo, aunque la falta de financiación dificultó está fuera de las haciendas de los terratenientes. Los métodos agrícolas de los labradores continuaron siendo bastante primitivos, aunque se produjeron ciertos avances técnicos en los medios de producción.
| Proporción de campesinos sin tierra por idioma en Hungría                           |
|                                                                                     |
| Según Mocsy, p. 55. 1 Húngaros 2 Serbios 3 Eslovacos 4 Rumanos 5 Rutenos 6 Alemanes |

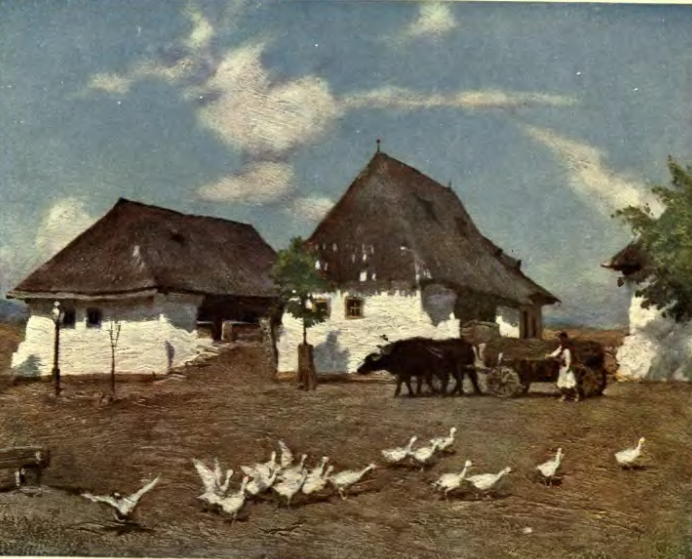
Casas campesinas de la llanura húngara. La mayoría de la población se dedicaba a la agricultura pese a la expansión de las ciudades. Su situación empeoró en esta época por el incremento de la población, el de los latifundios y la competencia de los productos agrícolas extranjeros.

La prosperidad del campo y el aumento de los precios agrícolas, que había comenzado a mediados de la década de 1830, continuaron hasta mediados de la de 1870. La modernización de las haciendas de los terratenientes se benefició de las nuevas instituciones que concedían crédito y de las rentas obtenidas por el alquiler de parte de las tierras a los campesinos. En 1873, sin embargo, comenzó una grave crisis que se agudizó a finales de la década con la llegada a los mercados de cereal más barato de otros países y de una importante epidemia de las vides que a finales de siglo se había extendido por la mitad de ellas y había reducido la producción vinícola en un quinto. La crisis condujo a la pérdida de tierras de numerosos pequeños y medianos propietarios; cien mil de ellos habían abandonado el campo hacia finales de siglo. El Gobierno trató de aliviar la crisis de precios mediante medidas proteccionistas, que frenaron su caída. A finales de siglo, la crisis había conducido a la búsqueda de una mayor producción y de un abaratamiento de los precios para poder competir en el mercado internacional. El aumento de producción se persiguió mediante la extensión del terreno cultivado, principalmente antiguas marismas y ciénagas, y la intensificación del cultivo de los terrenos tradicionales. La producción de numerosos productos agrícolas se duplicó o incluso triplicó en los años anteriores a la guerra mundial, con un aumento notable de la producción por unidad de superficie. La mecanización acelerada del campo, la mejora de los terrenos, la intensificación del cultivo y el aumento de los fertilizantes artificiales contribuyeron a este aumento de la producción. Hungría trató también de cambiar el tipo de cultivos para evitar los de precios bajos y mayor competencia mundial y promover el aumento de la cabaña ganadera con el objetivo de aumentar la producción de carne y productos lácteos. Se produjo asimismo un significativo cambio en el tipo de animales con la introducción de razas más productivas.
Las mejoras y los mayores aranceles impuestos en 1906 pusieron fin a la crisis y concedieron a la agricultura el predominio casi monopolístico en el Imperio.
A pesar de incremento casi continuo de la producción agrícola húngara (alrededor del 2,2 % anual entre 1867 y 1913), no llegó a alcanzar la de los países de Europa occidental debido a una serie de factores: la mecanización se retrasó en el este húngaro, la mayoría de la población agraria no era propietaria de tierras o las tenía en cantidad insuficiente (en 1895, el 88,9 % de las granjas poseían apenas el 29,4 % de la tierra cultivable mientras que las grandes haciendas de 57 hectáreas o más ocupaban el 48 %; cinco años más tarde, alrededor del 39 % de los agricultores eran jornaleros), la vida de gran parte de los campesinos era dura (con jornadas de dieciséis o dieciocho horas en verano y un sueldo que solo eran el 50-60 % del sueldo medio en la industria). La mecanización también disminuyó la necesidad de mano de obra, lo que condujo a una abundante emigración (medio millón de personas entre 1880 y 1900 y un millón cuatrocientas mil entre 1900 y 1914, la gran mayoría de entre las minorías). La situación del campo no era satisfactoria. Durante el Gobierno de Tisza, el número de grandes propiedades que eran inalienables por ley aumentó enormemente lo que, sin ser necesariamente un problema para la productividad de la tierra, impedía la reforma agraria y agravaba el conflicto con las minorías del territorio ya que prácticamente todos los terratenientes eran magiares. El Gobierno de Tisza fomentó esta tendencia por razones nacionalistas y sociales, ya que defendía los intereses de la nobleza en la que se basaba.

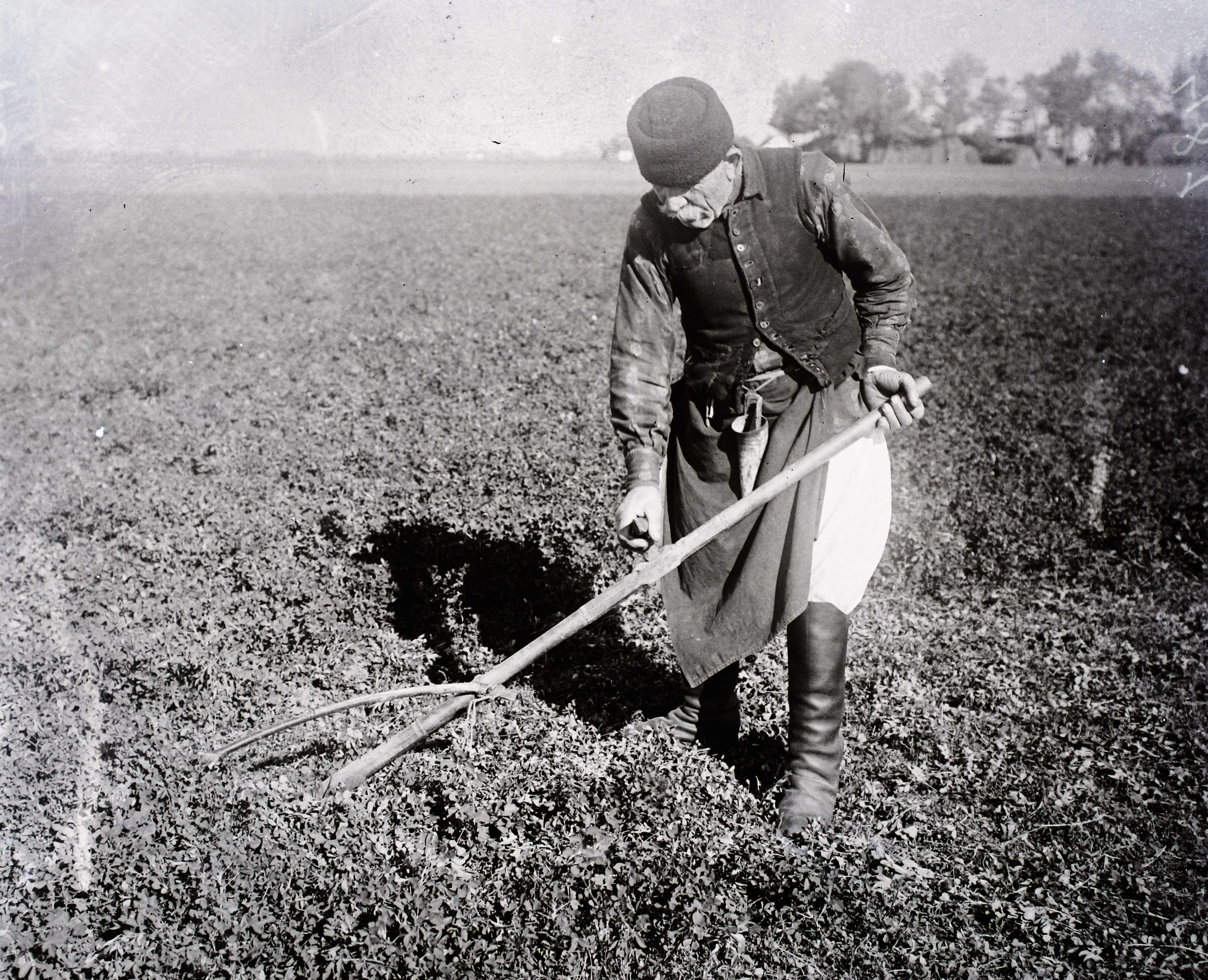
Campesino de Szolnok en 1908.
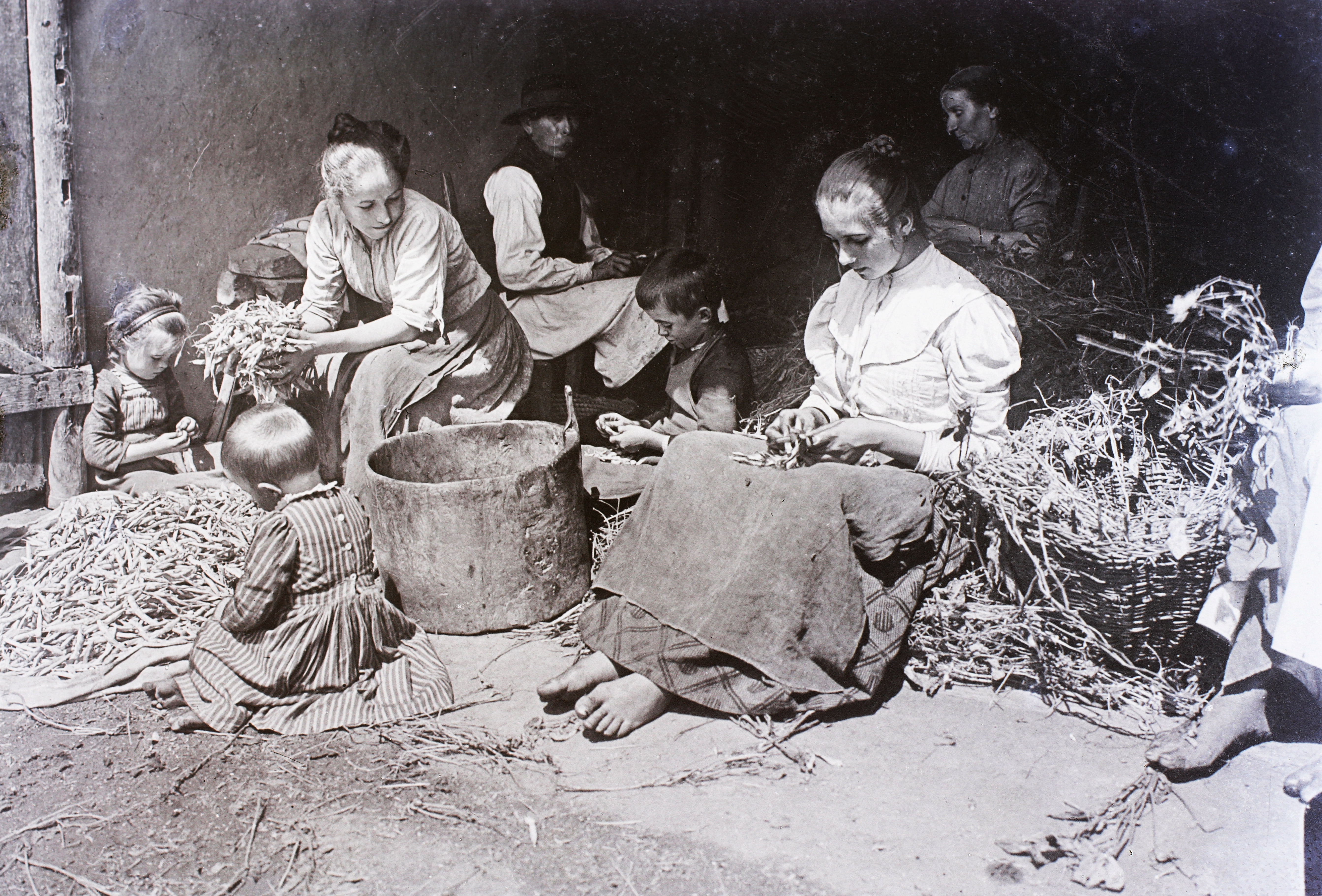
Limpieza de frijoles, 1908.
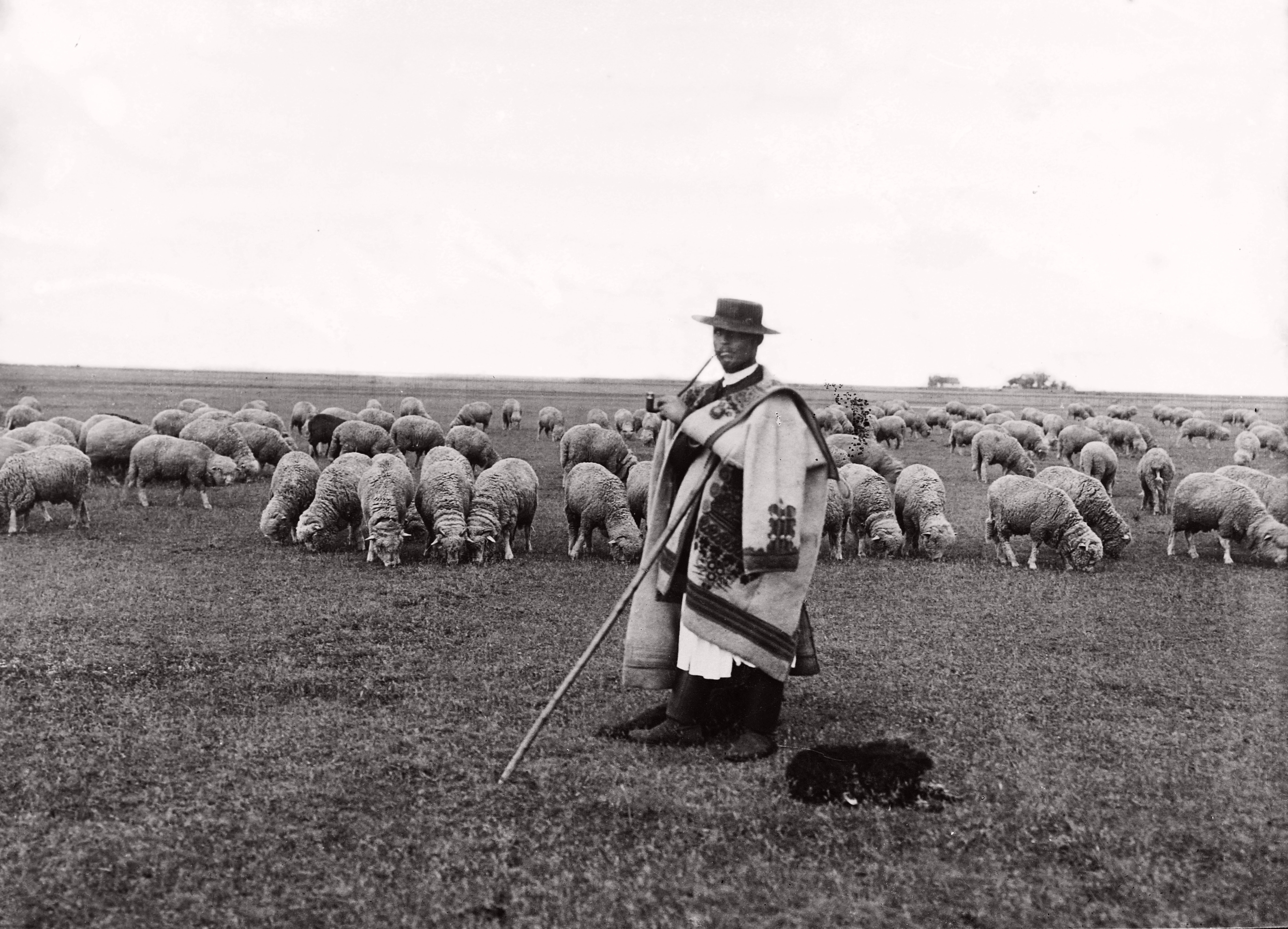
Pastor de ovejas en Hortobágy, 1908.

En 1900 todavía el 66,5 % de la población se dedicaba a la agricultura y el rápido aumento de la población junto con la situación de la distribución de la tierra empeoró la situación del campo, donde en 1890 ya había cerca de 3,5 millones de campesinos sin tierra. Las protestas de la década de 1890 en ciertas regiones fueron aplastadas sin miramientos por el Gobierno, temeroso de la extensión del movimiento socialista. En 1895 la organización de los terratenientes y Tisza padre se opusieron a una moderada propuesta de cesión de parte de las tierras estatales a los campesinos sin tierra. A comienzos del XX, cerca del 25 % de la población lo constituía campesinos sin tierra. La mayor proporción de ellos era de lengua magiar, siendo menor entre las minorías.

### Industria

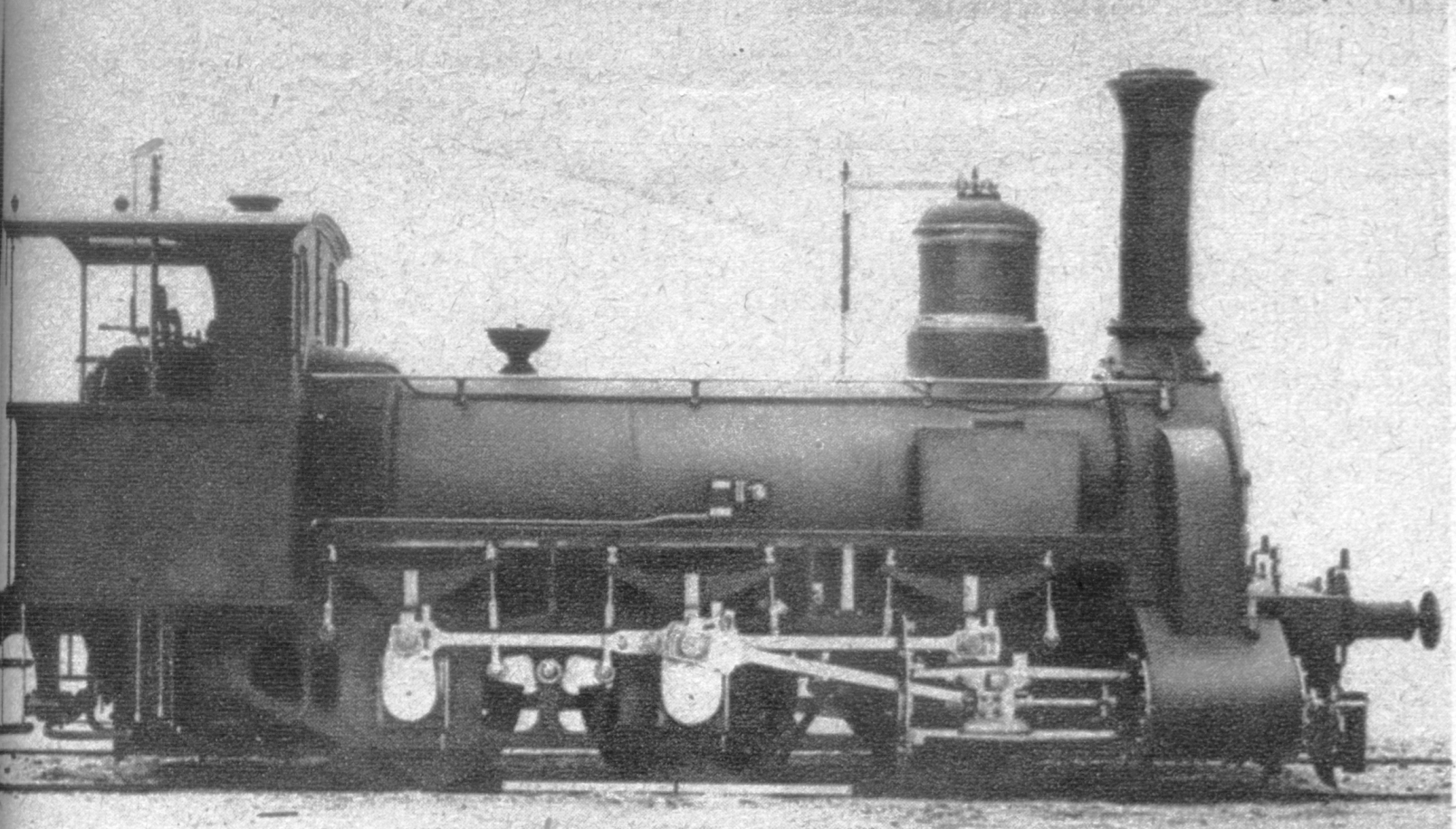
Locomotora húngara en 1873. El desarrollo del ferrocarril fomentó el aumento de la producción de carbón y hierro; el ferrocarril concentró además gran parte de la producción de maquinaria.

El desarrollo industrial entre 1848 y 1867 había sido lento. La eliminación de las fronteras internas en 1850 favoreció, no obstante, la aceleración del proceso, tanto por el desarrollo agrícola como por el de las comunicaciones (las líneas férreas crecieron de 178 km en 1850 a 2200 en 1867).
La principal industria del periodo continuó siendo el procesado de alimentos, principalmente la producción harinera. Esta aumentó sustancialmente, así como el destilado y el refinado de azúcar. La producción de harina, de la que Hungría se convirtió en uno de los principales centros europeos, se incrementó de las 150 000 toneladas en 1867 a las 2 400 000 en 1913. Las minas de carbón y las acerías se expandieron gracias al capital exterior. Aunque la producción minera se multiplicó, lo hizo principalmente por la apertura de nuevas minas, no por la mecanización de las existentes. La extensión de los ferrocarriles animó el aumento de la producción de carbón. La producción de hierro creció también en parte por la expansión de los ferrocarriles, pero también por la industrialización de Cisleitania. En 1860 Hungría producía 480 000 toneladas de carbón y, en 1865, 100 000 t de hierro. La evolución del aumento de la producción de hierro fue igual a la del carbón, con un crecimiento sostenido que solo se frenó en la crisis de la década de 1873. En 1913 había alcanzado las 623 000 t. La producción de acero, que comenzó a incrementarse más tarde que las de hierro y carbón, llegó a las 800 000 t en 1913. Pese al rápido crecimiento, la industria metalúrgica húngara aún era proporcionalmente menor que las de otras zonas del Imperio (la producción per cápita era más del doble en Austria) y que la de otros países industrializados (Alemania producía ocho veces y media más y Estados Unidos once veces en proporción per cápita).
La producción de maquinaria, por el contrario, era todavía escasa, al igual que las producciones de la industria química, maderera o del cuero. La industrial textil tampoco se expandió por la dura competencia de la de la otra mitad del Imperio. La producción de maquinaria se centró en la fabricación de equipo ferroviarios (dos tercios del total). A pesar del aumento de la producción de todo tipo de maquinaria, Hungría siguió siendo deficitaria y se mostró incapaz de cubrir la demanda con su propia producción, especialmente de máquinas herramientas. Incluso con apoyo gubernamental, la industria ligera no aumentó a la par que otras y en vísperas de la guerra apenas era capaz de satisfacer una parte de la demanda local.
A finales de siglo, comenzaron a desarrollarse también la industria química y la eléctrica. La primera se concentró en el refinado de petróleo y en la producción de fertilizantes artificiales, mientras que la segunda contribuyó con algunos inventos de gran relevancia técnica como el transformador de corriente alterna, el medidor de potencia o la locomotora eléctrica trifásica.
El desarrollo industrial se aceleró desde 1867 por la expansión del transporte ferroviario, la mejora del crédito y la llegada de inversión exterior por la estabilidad política. El ritmo se frenó temporalmente durante la crisis de 1873-1879, pero se retomó en la década siguiente hasta el estallido de la guerra mundial. En la década de 1880, el Gobierno comenzó a fomentar la industrialización mediante ciertas medidas financieras (exención parcial de impuestos, inversiones selectivas, compra de productos, etc).

### Finanzas
El número de entidades financieras aumentó en todo el periodo, pese al duro efecto de la crisis de la década de 1870, que acabó con algunos de los principales bancos. El número de entidades se duplicó en el siglo XX, hasta alcanzar las 5993 en 1913; aun así la importancia de las cinco más poderosas aumentó también y en la misma ficha controlaban el 58 % del capital de los bancos que operaban en Hungría. Aunque al comienzo del periodo la mayoría de las inversiones de los bancos se centraba en las hipotecas, más tarde fue aumentando la inversión en la industria, muy dependiente de la financiación de los bancos. La inversión cisleitana, fomentada por el Gobierno húngaro, aunque muy importante, fue menguando en porcentaje (60 % del total entre 1867 y 1873 y 25 % en 1913).

## Sociedad
A pesar del desarrollo de finales del siglo XIX y comienzos del XX, en ciertos aspectos el país mostraba un gran atraso. Cuando en 1905 el Gobierno imperial propuso conceder el derecho al voto a los varones mayores de veinticuatro años que supiesen leer y escribir solo el 15,74 % de la población quedaba incluida en esta categoría. Entre minorías el porcentaje era aún menor. Si bien hubo continuos debates sobre la ampliación del sufragio, nunca llegó a aprobarse una reforma electoral sustancial y en 1914 únicamente el 8 % de la población gozaba de derecho al voto.

### Aristocracia y burguesía

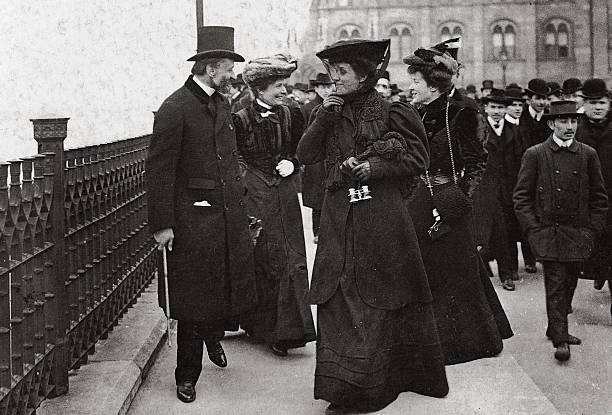
Aristócratas húngaros: el conde Gyula Andrássy cerca del edificio del Parlamento, Budapest, 1906.

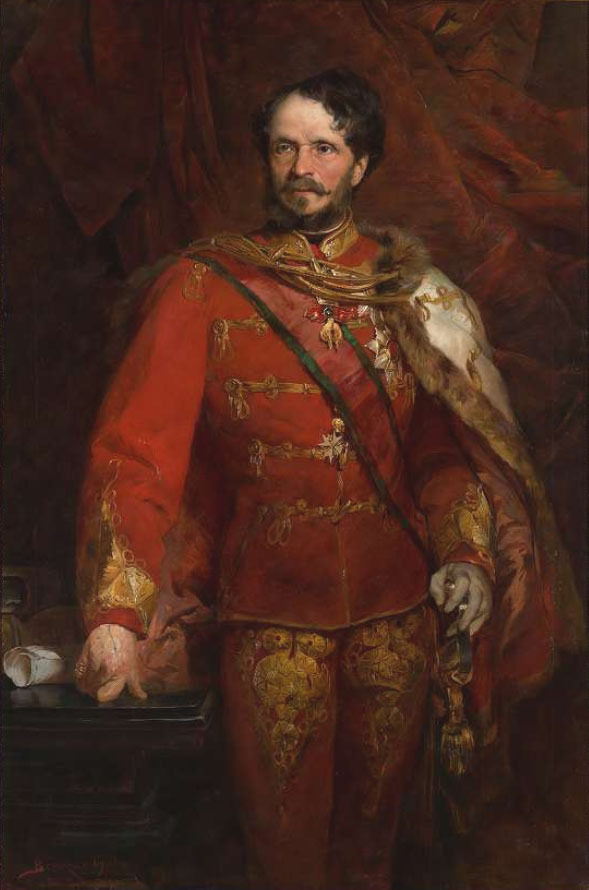
Retrato del conde Gyula Andrássy. La nobleza dominó la política y la administración húngaras del periodo, oponiéndose a los cambios sociales que podían amenazar su preponderancia y tratando de controlar las novedades económicas, a menudo en manos de judíos y alemanes asimilados.

Durante este periodo la crisis agraria por la competencia internacional hizo que una parte sustancial de la antigua nobleza abandonase el campo y pasase a la administración estatal. Al contrario que en otros países, esta aristocracia desposeída de su tradicional fuente de ingresos no pasó a desarrollar actividades económicas en la industria, el comercio o las finanzas, sino a controlar el aparato de la administración. Incluso en las regiones pobladas mayoritariamente por las minorías, la población magiar disfrutaba de la mejor posición social y del poder político. La baja nobleza desposeída de sus tierras veía en la administración una nueva base para recuperar poder y prestigio. El país no contaba con una burguesía fuerte que se opusiese al control de la nobleza.
La alta burguesía y las nuevas profesiones estaban copadas en general por judíos y alemanes magiarizados, favorables al sistema político que los alentaba en sus actividades y al que a su vez respaldaban. Su aceptación por la nobleza fue parcial y su calco de las actitudes y códigos de la nobleza, artificial. El movimiento antisemita, que logró diecisiete diputados en 1883, se disolvió como partido en 1897 ante la hostilidad del Gobierno y de la opinión pública que, aunque no aceptaba totalmente a los judíos, veía favorablemente su asimilación como una aportación a la escasa población magiar. Concentrados en parte en las nuevas profesiones que la aristocracia despreciaba, tenían un papel muy destacado también en la vida cultural, especialmente en la prensa.
A la vez, la relevancia del elemento judío entre las nuevas corrientes sociales críticas con el orden establecido hacían aumentar el recelo de los tradicionalistas hacia él, pese a ser una minoría de su comunidad, mientras que la mayoría abrazaba decididamente el modelo liberal-conservador predominante. Como destacó un notable sociólogo judío de la época, Oszkár Jászi, la irritación de parte de la clase alta con los judíos se debía al choque entre su cultura eminentemente urbana con una tradición, cultura y valores basados en el campo.

### El proletariado

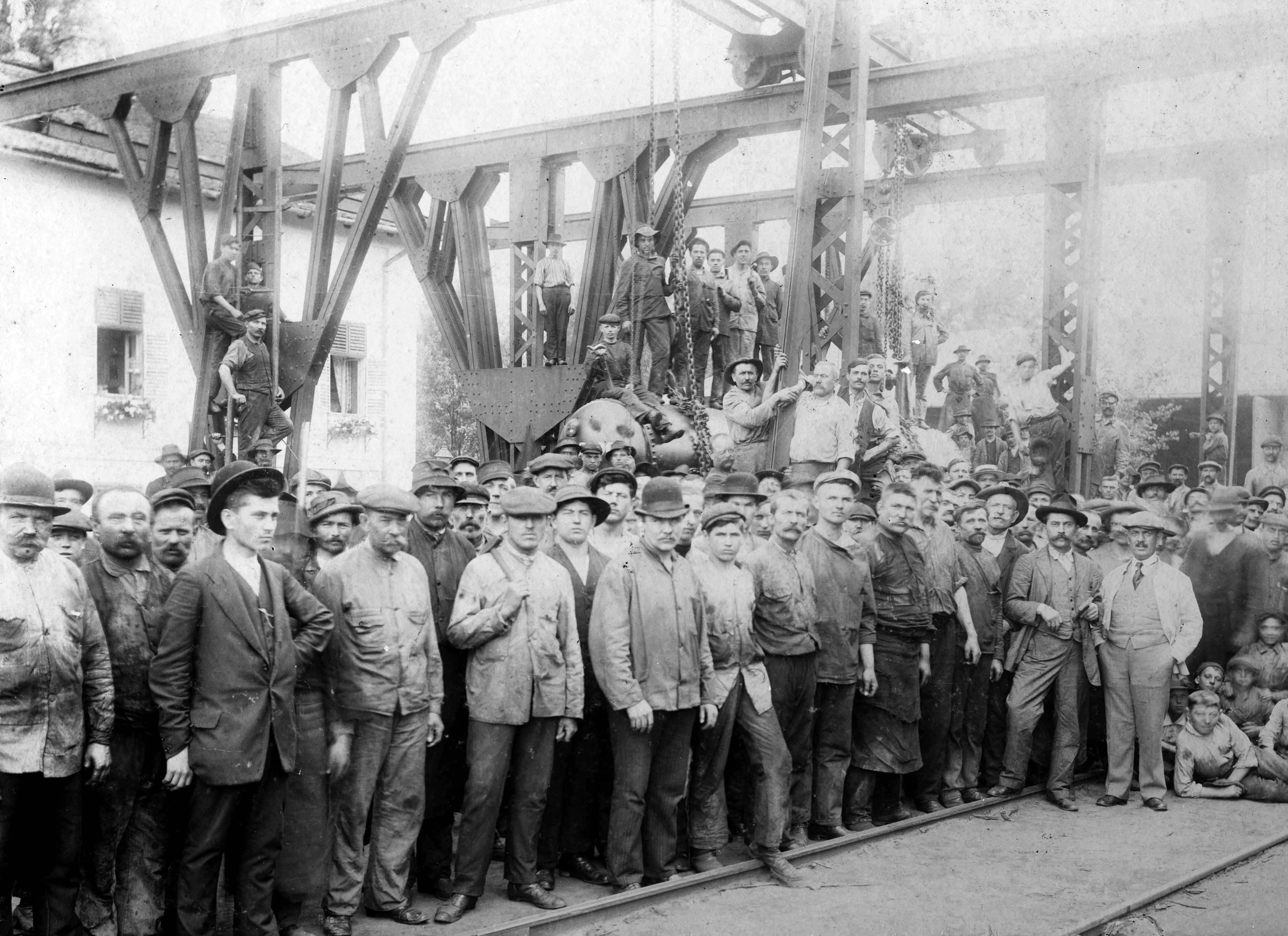
Trabajadores de la compañía de industria naval Ganz & Company-Danubius, en 1902.

Aunque en 1910 las fábricas ya producían casi el 75 % de la producción industrial húngara, el predominio de la industria alimentaria, de escasa mano de obra, hizo que el número de obreros fabriles creciese lentamente. El proletariado húngaro concentraba además una gran cantidad de población no magiar, en parte por la llegada de obreros especializados de la otra mitad del Imperio a las minas, la metalurgia y la producción de maquinaria. Aun así, el número de obreros aumentó de 23 000 en 1846 a 620 000 en 1913. Las condiciones de trabajo de estos trabajadores mejoró muy lentamente. En 1867 las jornadas de doce o catorce horas eran habituales. A comienzos del XX, todavía el 70 % de las fábricas tenían horarios de más de 10 horas de trabajo diarias; en vísperas de la guerra los obreros húngaros apenas contaban con los derechos laborales más básicos (rudimentos de seguridad social, un día de descanso semanal, seguro de enfermedad e incapacidad o prohibición del trabajo infantil, entre otros). Sus sueldos era apreciablemente menores que los de sus homólogos de otros países europeos.
Sus condiciones de vida, nada saludables, eran objeto de la preocupación teórica de la clase política, siempre que no supusiese un reforzamiento de las tendencias socialistas. Tanto los Gobiernos liberales como la oposición defendían medidas que mejorasen la calidad de vida de los trabajadores, en parte por razones económicas, pero veían con desconfianza y hostilidad las organizaciones políticas de los trabajadores y consideraban las medidas sociales a su favor como de interés secundario.
En 1890 se fundó el Partido Socialdemócrata Húngaro, que se afilió a la Segunda Internacional, de ideología marxista. La restricción del derecho al voto hizo que el Parlamento húngaro fuese el único de Europa a comienzos del siglo XX que no contaba con diputados socialistas.

### Estado de las minorías

Mapa físico de la Hungría austrohúngara, con las principales poblaciones del reino.

A la defensa de los intereses de la aristocracia magiar en el campo, que Tisza consideraba esencial, se unió la infracción de la ley de nacionalidades de 1868, que garantizaba en teoría los derechos culturales y educativos de las minorías, que el Gobierno se empeñó en reducir poco a poco. Durante el gobierno de Tisza, se extendió el uso del magiar con la intención de favorecer el número de magiares en el territorio en el que a duras penas alcanzaban la mitad de la población. El húngaro se convirtió en el idioma de las Cortes, de los tribunales de justicia y de las instituciones de educación superior, aunque las lenguas de las minorías podían utilizarse en las iglesias, en los Gobiernos regionales y locales y en las instituciones de educación primaria y secundaria. Al reforzamiento del ideal de la nobleza magiar, nacionalista, se enfrentó cada vez más el nacionalismo de las minorías, que medró. La nobleza reaccionó con dureza a esta nueva oposición, favoreciendo la asimilación. La intelectualidad nacionalista de las minorías, opuesta al Acuerdo de 1867, que consideraba temporal, trataba de obtener el respaldo de la corte vienesa, lo que favorecía la hostilidad de los nacionalistas magiares, que la veía como aliada de la reacción austriaca. Entre las medidas de magiarización de las minorías, destacó la Ley 18 de 1879, que extendía el aprendizaje del húngaro a las escuelas primarias, mientras que se trataba de aplicar también en las instituciones de educación superior y en la administración.

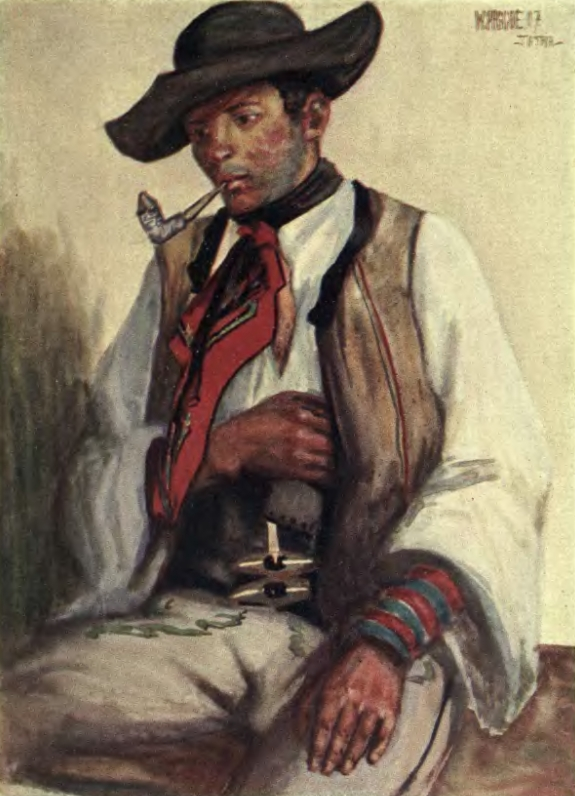
Campesino eslovaco. Las minorías, casi la mitad de la población, sufrían discriminación cultural, política y administrativa y, en ocasiones, económica. Casi todos los Gobiernos del periodo llevaron a cabo medidas de asimilación y represión de los movimientos nacionalistas no magiares.

En 1881 se creó un cuerpo de gendarmería para controlar el campo y lo que el Gobierno consideraba actividades políticas subversivas en el mismo. La represión de las minorías durante el largo Gobierno de Tisza, sin embargo, se basó más en la discriminación educativa y cultural que en el uso de la fuerza, y fue más política y social que económica.
Tras un periodo de turbulencia en la década de 1870, los dirigentes nacionalistas de las minorías adoptaron una actitud más pasiva en política ante la intolerancia del Gobierno, en la década siguiente y centraron su actividad en las medidas sociales y económicas. Solamente en Croacia, donde el Gobierno trató de imponer medidas que infringían el acuerdo con la región de 1868 (el Nagodba), hubo un conflicto serio, que se apaciguó tras el nombramiento de un nuevo ban en 1883.

Situación lingüística de la Hungría autrohúngara por condados según el censo de 1880:
50-100 % magiar
<50 % magiar
50-100 % alemán
<50 % alemán
50-100 % eslovaco
<50 % eslovaco
<50 % ruteno/ucraniano
50-100 % rumano
<50 % rumano
50-100 % serbocroata
<50 % serbocroata
Otro (italiano, esloveno...)
Aclaración adicional:
- triángulo: 5-10 %
- un cuadro: 10-20 %
- dos cuadros: 20-30 %
- tres cuadros: 30-40 %
- cuatro cuadros: 40-50 %

En la década de 1890, hubo un resurgir del nacionalismo de las minorías. En 1891, la Ley 15 establecía la obligación de los profesores de guarderías de conocer el magiar, algo que disgustó a los dirigentes políticos de las minorías. En 1892 el Comité Nacional Rumano envió una gran delegación a Viena para presentar un escrito al emperador para demostrar su discriminación, pero este se negó a recibirla; el escrito entonces fue enviado para su publicación, lo que supuso el posterior encarcelamiento de varios de los enviados. En 1895 delegados de varias de las minorías se reunieron en Budapest para solicitar autonomía, aunque sin muchas perspectivas de obtenerla. En 1898 la ley que regulaba los nombres de las localidades llevó a la práctica a la magiarización de algunos, produciéndose algunos abusos, especialmente en territorios con población eslovaca.
La urbanización e industrialización del país así como la extensión de la educación también favorecían la magiarización de la población. El censo de 1910 mostraba un aumento del 3,1 % respecto al de 1900 en el número de hablantes de magiar (54,4 % de la población). La asimilación y la emigración de las minorías parecía favorecer el nacionalismo magiar. Pero a la vez se extendía el nacionalismo de las minorías, cada vez menos dispuestas a la asimilación cultural.
El Ejército era otra vía de asimilación de las minorías: evitado en general por la aristocracia, estaba formado principalmente por elementos ajenos a la misma y a menudo por miembros de las minorías (la alemana en especial), asimilados.
La influencia política de las minorías era escasa debido a la manipulación del censo, que garantizaba que estaban muy poco representadas en el Parlamento. La idea de ampliar el censo, que hubiese concedido mayor poder político a las minorías y a las clases bajas, se utilizó más como arma política entre la Corte vienesa y los políticos de Budapest que como un fin en sí mismo; las reformas fueron mínimas y mantuvieron la exclusión de las minorías y las clases desfavorecidas alejadas del poder.

## Política

### Rey
Según términos del acuerdo el rey conservó ciertas atribuciones:
- Tenía el derecho de un consentimiento real preliminar a cada proyecto de ley que el Consejo de Gabinete quería informar a la Asamblea Nacional. Tenía derecho a vetar cualquier ley aprobada por la Asamblea Nacional.
- Tenía derecho a nombrar y destituir a los miembros del Consejo de Ministros.
- Se le concedió el derecho de disolver el Parlamento.
- Tenía derecho a declarar el estado de emergencia.
- El rey se convirtió en el jefe supremo militar, con total autoridad sobre la estructura, organización y administración del ejército. Designaba a los oficiales superiores, tenía el derecho de declarar la guerra y era el general en jefe del Ejército.

| Imagen | Nombre                              | Reinado   | Notas |
| ------ | ----------------------------------- | --------- | --- |
|        | Francisco José I de Austria         | 1867-1916 | Durante su reinado se logró el acuerdo que selló la autonomía de Hungría. |
|        | Carlos I de Austria y IV de Hungría | 1916-1918 | Sobrino nieto del anterior rey. Advino al trono en plena Primera Guerra Mundial; el malestar y las derrotas suscitados por el conflicto originaron la caída de la monarquía en 1918. |

### Poder de la aristocracia
La desaparición del poder central del monarca tras la derrota húngara a manos de los otomanos en la batalla de Mohács en el siglo XVI había eliminado una fuente de competencia por el poder y revitalizado el papel militar de la nobleza, que había tomado el control de las instituciones administrativas del país, principalmente de los condados, centros de las organizaciones militares. Ampliamente autónomos política, militar y económicamente, los condados mantuvieron esta autonomía hasta el XIX, convirtiéndose en el centro de la vida de la aristocracia y la fuente de su poder. La defensa de los privilegios de los condados quedó asimilada para esta clase social a la defensa de sus intereses y los de la nación. La composición de la nobleza era variada, habiéndose nutrido de refugiados de las guerras turcas, bandidos ennoblecidos y elementos magiarizados que, no obstante, adoptaron todos las actitudes e ideología de la antigua aristocracia. Su proporción se mantuvo aproximadamente constante, en alrededor de un 5 % de la población total del reino en los siglos XVIII y XIX, y su distribución quedó fijada en los siglos XVI y XVII: su porcentaje era menor en los territorios que habían pertenecido a los otomanos y mayor en la llanura central y en Transilvania. En las regiones con gran población de las minorías, abundaban los magiares con título nobiliario.
Durante el XIX la nobleza asimiló las ideologías liberal y nacionalista, identificando a la nación principalmente con la nobleza, como había sucedido hasta entonces. El acuerdo de 1867 con la corte de Viena supuso un triunfo político para la nobleza y su mantenimiento del poder político, aunque económicamente la aceleración de la transformación al capitalismo, favorecida ya por la liberación de los siervos en 1848, supuso la decadencia económica de la baja nobleza, incapaz de mantener la producción de sus haciendas, que hubo de abandonar su actividad tradicional y pasó a la administración del Estado. La mayor parte de la baja nobleza desposeída de sus tierras por la transformación económica de finales de siglo pasó a la burocracia estatal, lo que redujo la importancia de los condados que, no obstante, siguieron controlando. Los puestos en la administración se multiplicaron para satisfacer la demanda de la aristocracia. Alrededor de un tercio del funcionariado estatal y entre dos tercios y tres cuartos del de los condados quedaron cubiertos por la nobleza.
Las tres décadas posteriores al pacto de 1867 supusieron una edad de oro para la aristocracia magiar: aliada con el emperador, la burguesía austriaca y sin adversarios relevantes en Hungría, mantuvo el control de la región a la vez que sus valores y actitudes de la vida agraria. A pesar de su creciente asentamiento en las ciudades, la nobleza no abandonó su ideal agrarista, en el que la vida de hacendado tenía un puesto especial.

### Partidarios y opositores al acuerdo con Austria
Todo el periodo desde la rúbrica del acuerdo de 1867 entre el emperador Francisco José y la nobleza magiar hasta la derrota en la guerra mundial y el desmembramiento del territorio consecuente la política húngara, en la que ni las minorías ni los nuevos movimientos sociales pudieron participar significativamente por la restricción del sufragio, estuvo dominado por el asunto de la asociación con Austria.
Los diversos partidos se dividían esencialmente en partidarios de la unión definida en 1867 —que garantizaba, según ellos, la unidad territorial húngara frente a los anhelos de sus vecinos y de las minorías y le concedía el poder de gran potencia— y en opositores, deseosos de una asociación más limitada con Austria o directamente de la independencia. Estos tenían en la revolución húngara de 1848 su ideal. Los dos Tisza, padre e  hijo, su Partido Liberal y su sucesor, el Partido del Trabajo Nacional, se contaban entre los primeros, una serie de figuras políticas destacadas del periodo, generalmente entre los segundos.
La impopularidad del Ausgleich entre el escaso censo (menos del 7 % de la población) llevó a los liberales a la perpetuación de la manipulación electoral para mantenerse en el poder. La oposición, alejada así permanentemente del gobierno, nunca se convenció de los argumentos de los sucesivos Gobiernos y dirigentes liberales a favor del acuerdo con Austria e, incapaz de alcanzar el poder mediante las elecciones, recurrió más y más a la obstrucción del Parlamento haciendo uso del reglamento de la cámara, que lo permitía.

### Predominio del Partido Liberal

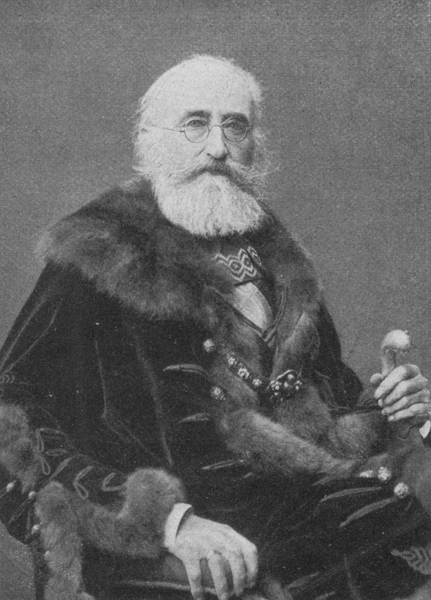
Colomán Tisza, fundador del Partido Liberal, favorable al acuerdo con Viena, y primer ministro durante la primera época del Ausgleich. Su figura dominó la política húngara del último cuarto del.

El uso del aparato de seguridad y los sobornos garantizaron durante todo el periodo el éxito en las elecciones del Partido Liberal de Tisza. Tisza controlaba totalmente el Partido, que era poco más que una reunión de partidarios de aquel y de su misma clase social aristocrática. El partido, alianza de los terratenientes, el funcionariado y la nueva burguesía, mantuvo el poder durante casi tres décadas. Tisza aseguró los intereses de la burguesía siempre que no chocaran con los de la nobleza terrateniente. La oposición, que estaba segura de su derrota permanente, tenía no obstante la oportunidad de expresarse y contaba en general con libertad de prensa y asociación, que Tisza apenas limitó. La oposición a los liberales de Tisza, en todo caso, solo se incrementó significativamente a partir de comienzos del XX, coincidiendo con la crisis del sistema dual del Imperio.
Todo el periodo hasta la derrota en la Primera Guerra Mundial se caracterizó por una mezcla entre liberalismo y conservadurismo, llena de vaivenes entre ambas ideologías, a menudo mezcladas en los dirigentes políticos del periodo, casi todos de la misma extracción social noble o de la alta burguesía. El respeto casi religioso por las Cortes, controladas por la oligarquía noble magiar, se debía a su función de símbolo de la historia magiar y herramienta del dominio de la política nacional por parte de la aristocracia. El nacionalismo magiar, que consideraba la unidad territorial como elemento básico, sin embargo, se mostró más fuerte que la inclinación al liberalismo de la clase dirigente. Si ambas tendencias entraban en conflicto, el nacionalismo prevalecía. A pesar de los desacuerdos entre los liberales y la oposición, ambos coincidían tanto en respaldar el proceso de magiarización de las minorías como en las exclusión de las clases menos favorecidas de la política del reino.

### Conflicto entre el emperador y la oposición nacionalista

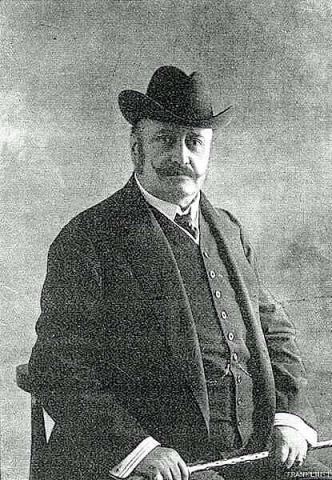
Ferenc Kossuth, hijo del revolucionario de 1848 y uno de los principales dirigentes de la oposición magiar, partidaria de la independencia húngara frente a Austria o de una unión meramente nominal, mantuvo un pulso constante con el emperador y los partidarios del Ausgleich.

La derrota electoral de Esteban Tisza en las elecciones de 1905, que se negó a amañar como era habitual, dejaron un panorama político de enfrentamiento entre la coalición vencedora y el emperador. Este, opuesto a cualquier concesión a los sentimientos nacionalistas magiares en el Ejército, llegó a disolver por la fuerza el Parlamento, suspender la constitución e implantar un Gobierno burocrático con un general al frente. Tras un periodo de abierta rebeldía contra el Gobierno, la oposición hubo de volver a las negociaciones con el monarca ante el debilitamiento de su postura, mientras que este, deseoso de acabar con la crisis que afectaba a la imagen exterior del país, también se avino a un acuerdo tras quince meses de conflicto.
El emperador encargó al nuevo consejo de ministros de la coalición, que había vuelto a vencer en las elecciones de 1906, la ampliación del sufragio, medida que había planteado anteriormente su Gobierno inconstitucional para debilitar a la oligarquía política magiar. Tanto la Coalición como la oposición veían con recelo la medida por el probable aumento del poder de las minorías y de los socialistas en la política del país. La Coalición, limitada en su enfrentamiento con el emperador, pasó a mostrar su nacionalismo en su actitud hacia las minorías. Fue precisamente durante el periodo 1906-1910 en el que se llevó a cabo la intensificación de los intentos de magiarización de las minorías, defendida por la Coalición. La ley 27 de 1907 que regulaba la instrucción pública fue mal recibida por la intelectualidad de las minorías, que la consideró una agudización de la magiarización de las escuelas de las minorías.
En 1908 Andrássy convenció al emperador para establecer el voto múltiple y para mantener el sufragio público, medidas que iban en contra de la reforma prometida. El fin del proyecto de reforma electoral supuso la disolución de la Coalición, cuyos componentes empezaron a defender distintos proyectos.
Tras la disgregación de la Coalición se sucedieron dos Gobiernos controlados por Esteban Tisza en la sombra hasta que este, tras haber acabado con la obstrucción parlamentaria desde su puesto de presidente de la Cámara Baja, volvió a la presidencia del Gobierno en 1913 y controló la política húngara hasta 1918. Los últimos años antes del estallido de la guerra fueron de control absoluto de Tisza de la política nacional y de frustración de la oposición, incapaz de lograr ningún poder.
Otra característica de la política húngara era el desinterés y general desconocimiento de sus principales figuras sobre la política internacional, que les llevaba a veces, como durante la primera guerra balcánica a finales de 1912, a tomar posturas irresponsables basadas únicamente en cálculos de política interna.

### La guerra mundial

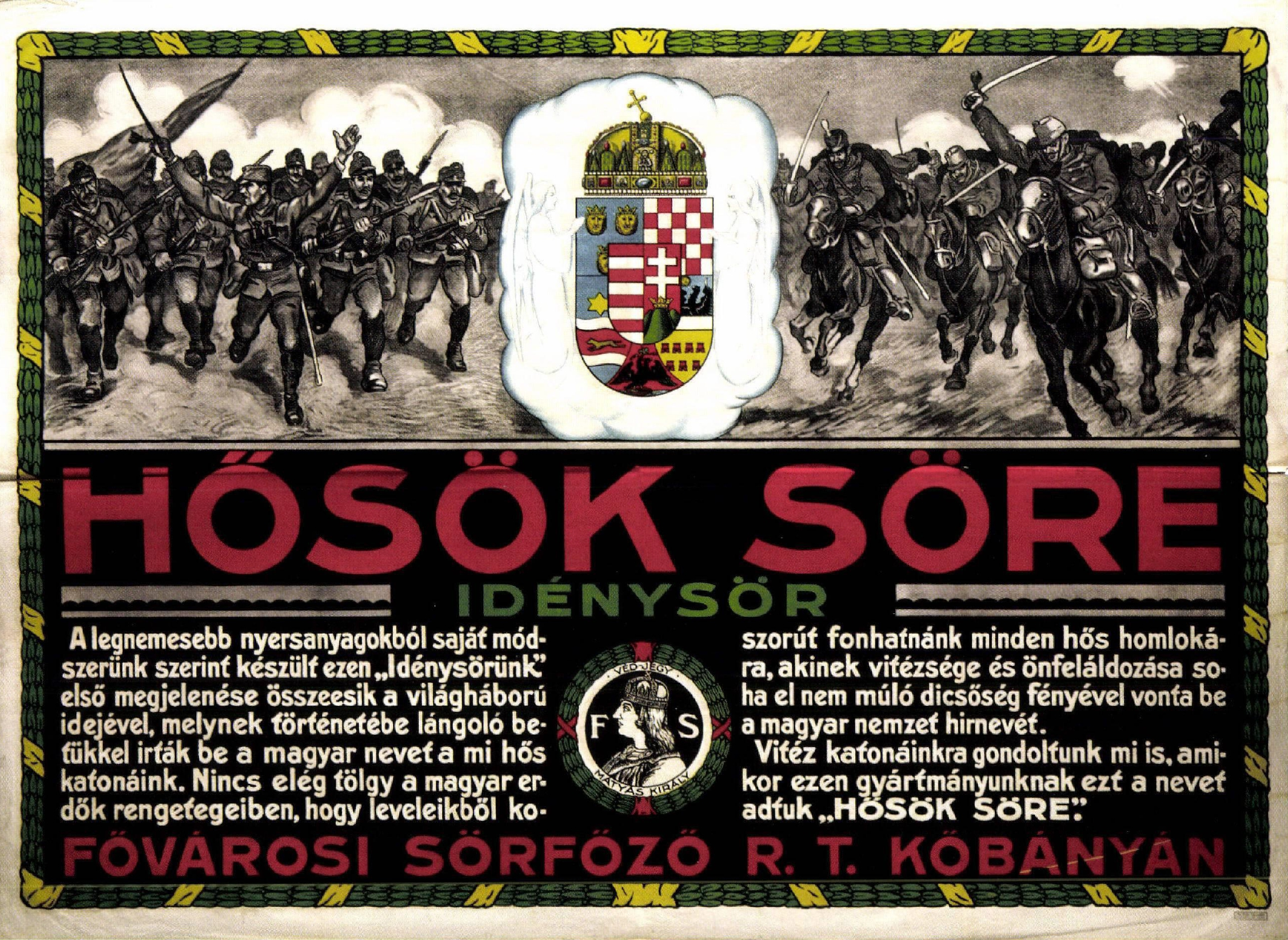
Póster húngaro de la Primera Guerra Mundial.

El asesinato del heredero al trono en Sarajevo no despertó gran interés, dado la hostilidad del archiduque hacia el nacionalismo magiar. La oposición, suponiendo que la guerra dispondría a Tisza a favor de un Gobierno de unión nacional, cesó temporalmente en sus ataques al primer ministro que, sin embargo, no se mostró dispuesto a incluir a aquella en el gabinete.

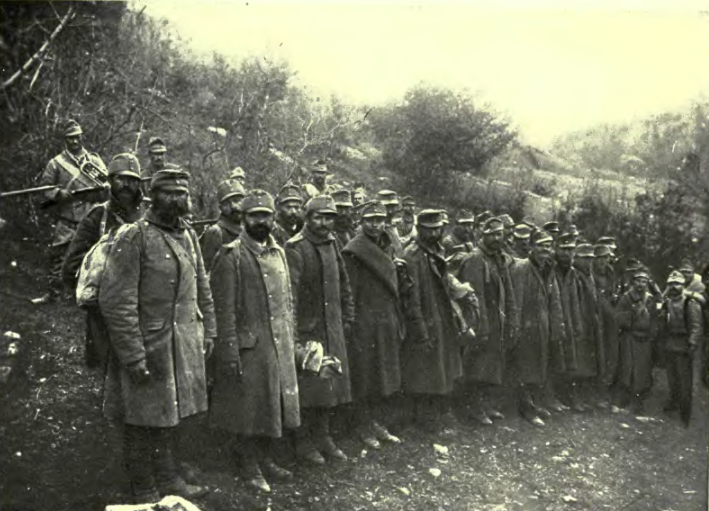
Prisioneros austrohúngaros en Rumania durante la Primera Guerra Mundial. La guerra acabó temporalmente con el sistema político, social y económico del periodo del Ausgleich y dio paso primero a dos efímeras repúblicas y más tarde a un sistema reaccionario que trató de recuperar en parte la situación de la época anterior a la contienda.

El Ejército comenzó a finales de julio a aplicar duras medidas contra la población serbia, incluyendo matanzas. La población rumana se libró hasta mediados de 1915 de un tratamiento similar a insistencia de Tisza.
La tregua entre el gobierno de Tisza y la oposición se deshizo definitivamente con la separación de Mihály Károlyi de los partidos de oposición para crear su propia formación, partidaria de la unión con Austria únicamente a través de la persona del emperador y, paulatinamente, de reformas radicales que tanto Tisza como el resto de la oposición no respaldaban. Su apoyo, escaso al principio, fue creciendo según la derrota fue haciéndose más clara.

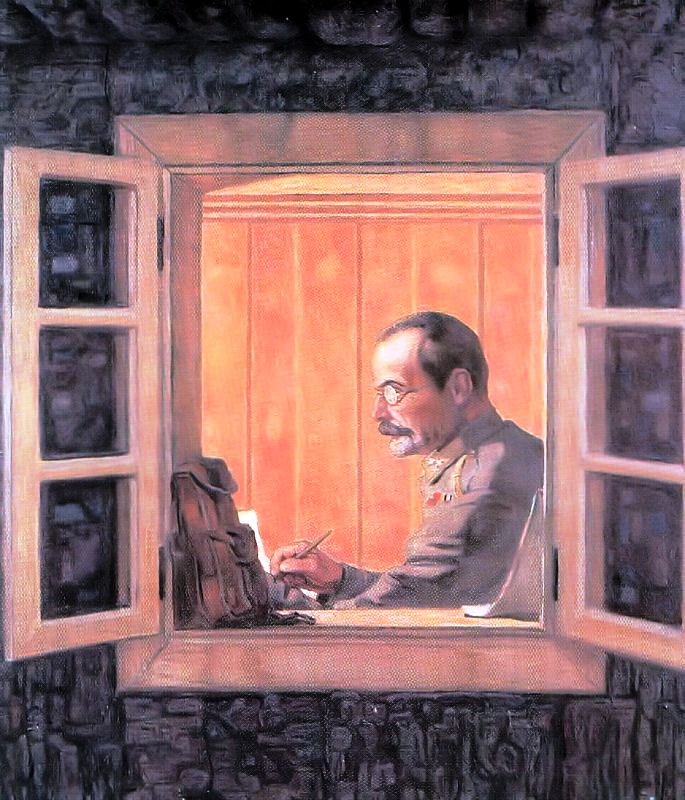
Esteban Tisza, primer ministro durante la guerra y principal figura política de comienzos del, partidario de la unión con Viena y de la alianza alemana como garantía de la unidad territorial húngara.

Mientras, Tisza controlaba completamente la vida política del país y, incluso tras la muerte de Francisco José a finales de 1916 y la ascensión al trono de Carlos I de Austria y IV de Hungría, partidario de reformar el Estado para tratar de garantizar su supervivencia, lograba hacer fracasar estos intentos, especialmente el de la ampliación del censo. Por su negativa a aplicar reformas el emperador lo sustituyó en la primavera de 1917 y colocó en su lugar a un inexperto aristócrata que a los pocos meses dimitió, incapaz de lograr la aplicación de cambios ante la hostilidad de Tisza, que seguía controlando el Parlamento. A Mauricio Esterházy le sustituyó el veterano político Sándor Wekerle, cuya visión se asemejaba a la de Tisza y que, a pesar de no poder abandonar claramente el proyecto de ampliación del derecho a voto, no hizo nada para lograr su aprobación.
La revolución rusa y las penalidades de la guerra fueron radicalizando las posturas de parte de la población y dejando la política del Parlamento cada vez más obsoleta respecto a las expectativas de reforma social, económica y política de la población. A la vez, las demandas de las minorías se endurecieron y crecieron con la posibilidad de victoria de la Entente. Incluso el ala más radical de los partidos magiares, formada por el partido de Károlyi, el radical y los socialdemócratas pensaban que bastaría una reforma democrática del país y la concesión de autonomía cultural para mantener su unidad y saciar los deseos nacionalistas de las minorías; evaluó equivocadamente la situación.
Tras la capitulación búlgara a finales de septiembre de 1918, la renuncia de Wekerle, incapaz de asimilar los acontecimientos y la formación de un consejo nacional el 25 de octubre de 1918, el propio Tisza recomendó al representante del emperador el nombramiento de Károlyi para presidir el Gobierno, con la esperanza de evitar la revolución. Tras un intento del emperador de nombrar a un político conservador el 29, la revolución de los Crisantemos la noche del 30 le obligó a encargar el Gobierno a Károlyi y al consejo nacional. Tisza, que había controlado la política húngara durante gran parte del periodo, fue asesinado el mismo día por soldados que le acusaron de ser el culpable de la guerra.
El 1 de noviembre de 1918, el emperador liberó a Károlyi y a su Gobierno de su juramento de lealtad y el 16 se proclamó la república, lo que puso fin definitivamente a la unión con Austria.

## Defensa
Tras el compromiso austrohúngaro se formó una especie de ejército territorial autónomo respecto al ejército común del imperio. El Real Honvéd húngaro (en húngaro: Magyar Királyi Honvédség) o Real Landwehr húngaro (en alemán: königlich ungarische Landwehr), conocido generalmente  como el Honvéd o en húngaro Honvédség (un término plural que designa a todo el ejército, incluyendo todas las unidades de Honvéd), fue una de las cuatro fuerzas armadas (Bewaffnete Macht o Wehrmacht) de Austria-Hungría desde 1867 hasta 1918. Este era el ejército territorial de las tierras de la Corona de San Esteban dentro del Imperio austrohúngaro. El Reino de Hungría contaba con capacidad para movilizar por sí sola el Honvédseg, bastando para ello la autorización del parlamento de Budapest. La defensa del imperio estaba encargada al ejército común.

Anverso del estandarte del Honvéd húngaro.
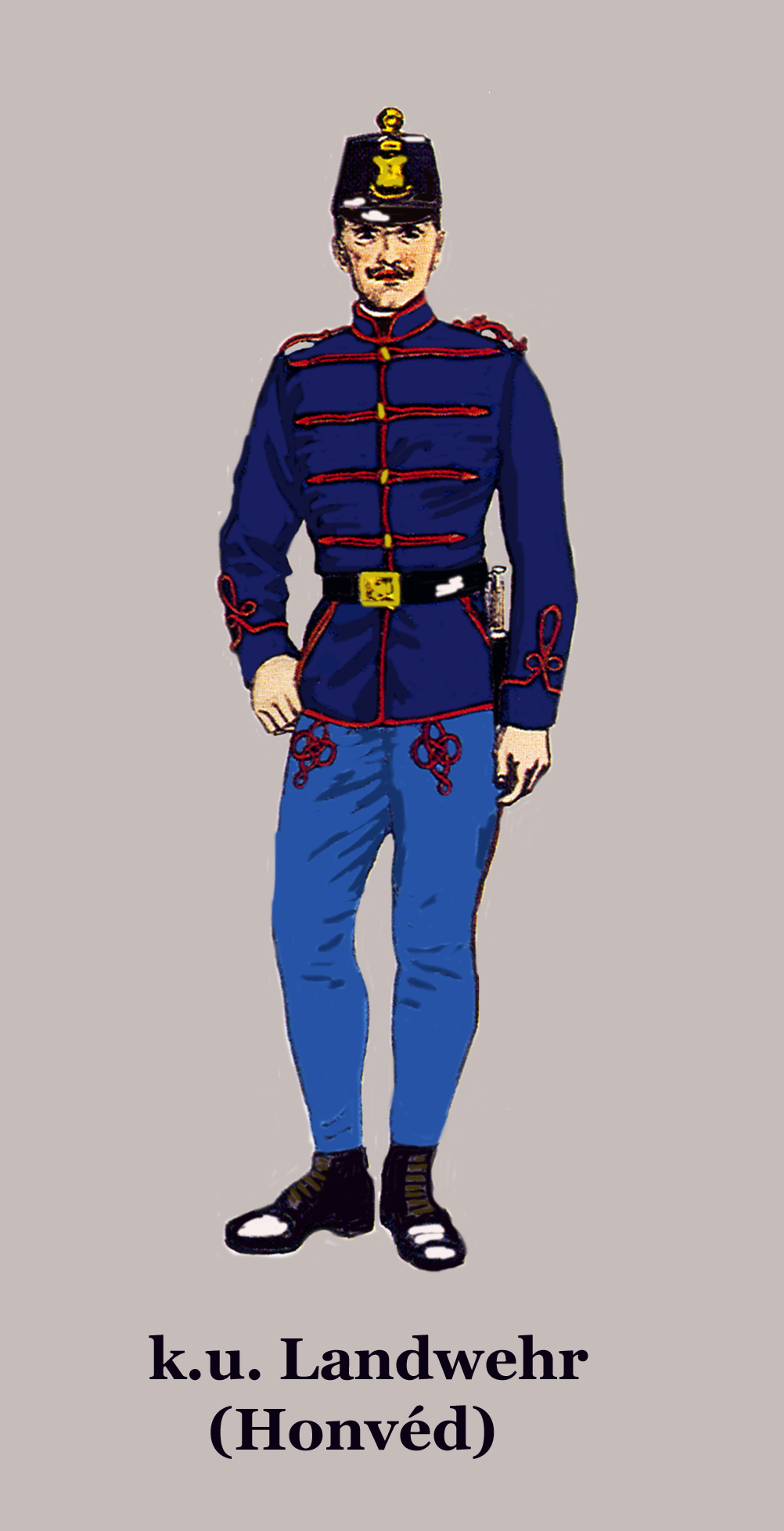
Soldado en tenida de parada, 1908.